# We Found Love
We Found Love je píseň barbadoské zpěvačky Rihanny z její šesté studiové nahrávky Talk That Talk. Song ji napsal a produkoval skotský hudebník Calvin Harris. Píseň se dočkala smíšených reakcí ze strany hudebních odborníků. Michael Cragg z deníku The Guardian přirovnal počin k předešlé Rihannině písni Only Girl (In the World).  Nejkritičtěji se k písni postavila recenzentka Rolling Stone Jody Rosen, jež song označila za nejhorší v kariéře zpěvačky, ale připustila možný velký komerční úspěch. 

## Videoklip
Klip se natáčel na konci září v hrabství Severního Irska v hrabství Down. Režie se chopila Melina Matsoukas, jež se zpěvačkou již v minulosti spolupracovala.  Ve videu Rihanna společně s modelem Dudleym O'shaughnessym hraje mileneckou dvojici. V první části videoklipu se líbají, tráví spolu chvíle, tančí, milují se, od druhého refrénu jsou zachyceny hádky, Rihanna, která zvrací na chodník a užívání drog. Klip končí záběrem, kdy Rihanna přítele opouští.  

## Hitparáda
| Země               | Umístění |
| ------------------ | -------- |
| Austrálie          | 2        |
| Česko              | 14       |
| Dánsko             | 1        |
| Finsko             | 1        |
| Francie            | 1        |
| Irsko              | 1        |
| Kanada             | 1        |
| Německo            | 1        |
| Norsko             | 1        |
| Nový Zéland        | 1        |
| Slovensko          | 6        |
| Skotsko            | 1        |
| Spojené království | 1        |
| Švédsko            | 1        |
| Švýcarsko          | 1        |
| US Hot 100         | 1        |